# Litteraturåret 1987

## Händelser
- 6 januari – Sherlock Holmes-sällskapet i Storbritannien inleder firandet av 100-årsminnet av Sherlock Holmes första framträdande i litteraturen.[1]
- 14 november – Svenska barnboksförfattaren Astrid Lindgren firas på 80-årsdagen.[1]

## Priser och utmärkelser
- Nobelpriset – Joseph Brodsky, USA[2]
- ABF:s litteratur- & konststipendium – Max Lundgren
- Aftonbladets litteraturpris – Magnus Dahlström
- Aniarapriset – Göran Tunström
- Astrid Lindgren-priset – Nan Inger Östman[1]
- Bellmanpriset – Ragnar Thoursie
- BMF-plaketten – Agneta Pleijel för Vindspejare
- BMF-Barnboksplaketten – Eva Bexell för Opp och hoppa Morfar Prosten
- Carl Emil Englund-priset – Kay Glans för Från den norra provinsen
- Cervantespriset – Carlos Fuentes
- Dan Andersson-priset – Elisabeth Rynell
- De Nios Stora Pris – Lennart Hellsing[1]
- De Nios översättarpris – Annika Ernstson, Arne Lundgren och Johan Malm
- Deutscher Jugendliteraturpreis – Inger Edelfeldt
- Doblougska priset – Carl-Göran Ekerwald och Torgny Lindgren, Sverige samt Paal-Helge Haugen, Norge
- Edith Södergran-priset – Gurli Lindén
- Elsa Thulins översättarpris – Margaretha Holmqvist
- Frank Heller-priset – Sture Dahlström
- Goncourtpriset – Tahar Ben Jelloun för La Nuit sacrée
- Gun och Olof Engqvists stipendium – Horace Engdahl, Björn Nilsson och Anna Westberg
- Gustaf Frödings stipendium – Hans Alfredson
- Göteborgs-Postens litteraturpris – Ragnar Strömberg
- Hedenvind-plaketten – Sara Lidman
- Ivar Lo-priset – Maja Ekelöf[1]
- Kellgrenpriset – Ulf Linde
- Letterstedtska priset för översättningar – Olov Jonason för översättningen av Graham Greenes Generalen: historien om en vänskap och Den tionde mannen
- Litteraturfrämjandets stora pris – Ulla Isaksson[1]
- Litteraturfrämjandets stora romanpris – Bo Carpelan[1]
- Lotten von Kræmers pris – Bengt Holmqvist
- Lundequistska bokhandelns litteraturpris – Carl-Erik af Geijerstam
- Nordiska rådets litteraturpris – Herbjørg Wassmo, Norge för romanen Hudlös himmel[1]
- Petrarca-Preis – Hermann Lenz
- Pilotpriset – Lars Gyllensten
- Schückska priset – Inge Jonsson
- Signe Ekblad-Eldhs pris – Stig Larsson och Irmelin Sandman Lilius
- Stiftelsen Selma Lagerlöfs litteraturpris – Göran Tunström
- Stig Carlson-priset – Birgitta Lillpers
- Studieförbundet Vuxenskolans författarpris – Verner Ohlin och Ingela Strandberg
- Svenska Akademiens nordiska pris – William Heinesen, Färöarna[1]
- Svenska Akademiens tolkningspris – Verena Reichel
- Svenska Akademiens översättarpris – Staffan Dahl
- Svenska Dagbladets litteraturpris – Ernst Brunner för Svarta villan
- Sveriges Radios Lyrikpris – Tua Forsström
- Søren Gyldendal-priset – Cecil Bødker, Henrik Nordbrandt och Kirsten Thorup
- Tegnérpriset – Horace Engdahl
- Tidningen Vi:s litteraturpris – Nils-Aslak Valkeapää
- Tollanderska priset – Georg Henrik von Wright
- Tucholskypriset – Don Mattera, Sydafrika
- Vingpennan – Gunnar Turesson[1]
- Östersunds-Postens litteraturpris – Kjell Espmark
- Övralidspriset – Lars Gustafsson

## Nya böcker

### 0 – 9
- 14! av Jan Myrdal

### A – G
- Assar Bubbla av Astrid Lindgren[3]
- Avgrundsbok av Peter Nilson
- B-ställningar av Bodil Malmsten

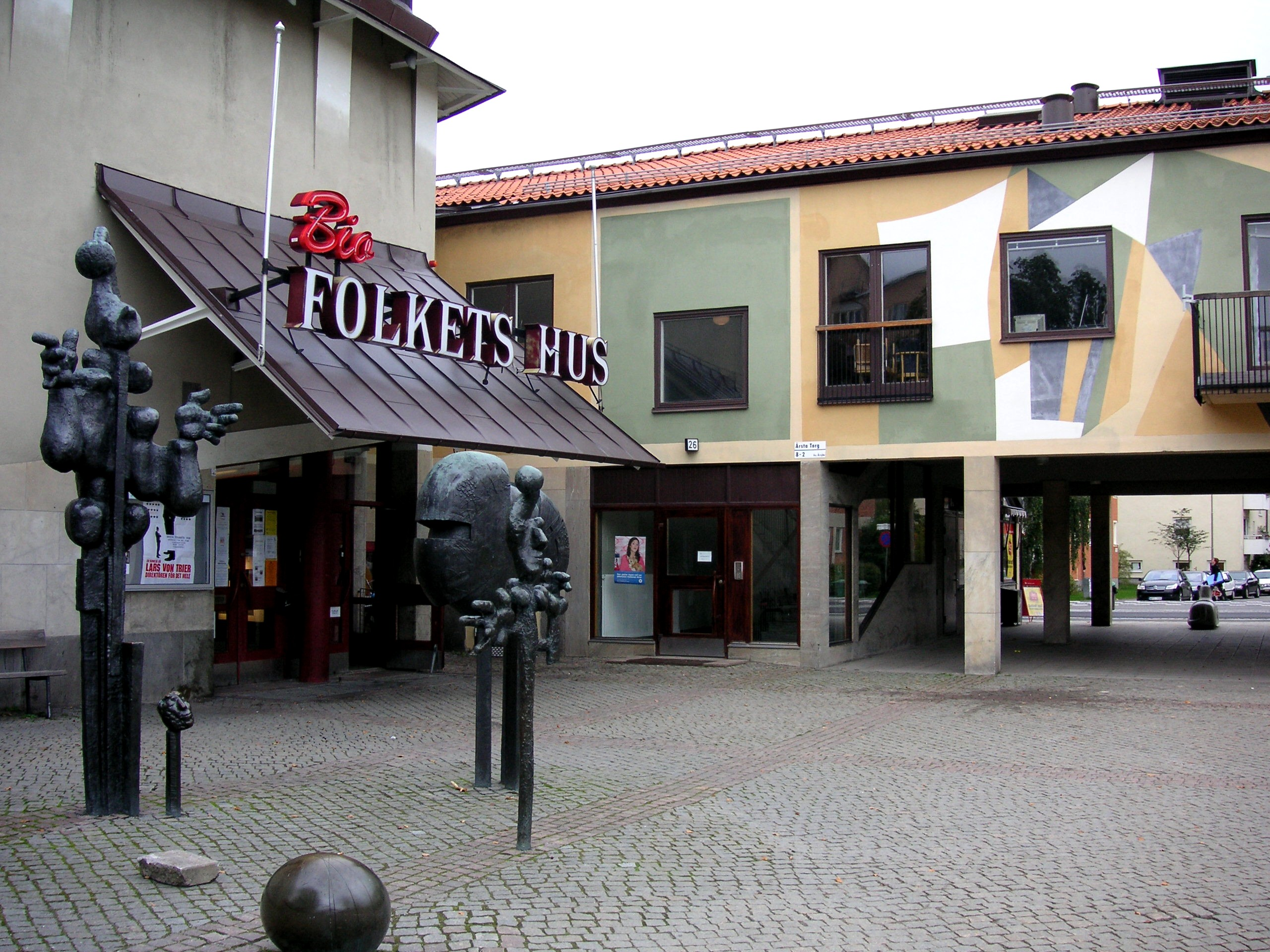
Berts dagbok

- Berts dagbok av Anders Jacobsson och Sören Olsson[4]
- Bondens år och bagarens bilder av Olle Häger
- Bübins unge av Mare Kandre
- Brev från en turist av Jan Myrdal
- Chang Eng av Göran Tunström
- Christofer ofödd av Carlos Fuentes
- Den demokratiske terroristen av Jan Guillou
- Den röda näckrosen av Jan Mårtenson
- Det sanna livet av Göran Tunström
- Din livsfrukt av Lars Ahlin
- Evelyn Spöke av Maria Hede[5]
- Fragmentarium av Werner Aspenström
- Gallows View av Peter Robinson
- Gamlandets lov av Sandro Key-Åberg
- Geniernas återkomst av P.C. Jersild
- Gode Vite Hövding av Jan Arvid Hellström

### H – N
- Hokus pokus, Alfons Åberg! av Gunilla Bergström[6]
- I de sista tingens land av Paul Auster
- Katrin av Martin Perne
- Laterna Magica av Ingmar Bergman[5]
- Ljuset av Torgny Lindgren
- Moria land av Sven Delblanc
- Mörkrets leende av Per Gunnar Evander
- New York-trilogin av Paul Auster

### O – U
- Oavslutade dikter av Göran Sonnevi
- Paddan & branden av Bodil Malmsten[5]
- Präriehundarna av Jonas Gardell
- Resa med lätt bagage av Tove Jansson
- Resan till Ugri-La-Brek av Thomas & Anna-Clara Tidholm[5]
- Sabina och Alexander av Vibeke Olsson
- Samtalet av Katarina Frostenson
- Siki av Torbjörn Säfve
- Spegeljakten av Stephen R. Donaldson
- Spegeln i spegeln: en labyrint av Michael Ende
- Spegelskärvor av Lars Gustafsson
- Stjärndykaren av Gunnar Harding
- Svarta villan av Ernst Brunner
- Trump – the art of the deal av Donald Trump och Tony Schwartz

### V – Ö
- Vi kallar honom Anna av Peter Pohl
- Vita bergens barn av Per Anders Fogelström
- Älskade av Toni Morrison
- Ärkespeglaren av Stephen R. Donaldson
- "åt alla christliga anförvanter" av Jan Arvid Hellström

## Avlidna
- 22 januari – Barbro Alving, 78, svensk journalist.
- 2 februari – Alistair MacLean, 64, brittisk författare.[1]
- 6 mars – K.G. Bertmark, 70, svensk bokförläggare.[1]
- 8 mars – Mårten Edlund, 73, svensk författare, manusförfattare och översättare.
- 11 april – Erskine Caldwell, 83, amerikansk författare.
- 6 maj – Arne Nyman, 68, svensk målare och författare.
- 23 september – Ulrika Widmark, 83, svensk barnboksförfattare och översättare.
- 3 oktober – Jean Anouilh, 77, fransk författare.
- 1 december – James Baldwin, 63, amerikansk författare.[1]
- 2 december – Mauritz Edström, 59, amerikansk journalist och författare.[1]
- 14 december – Gerard Bonnier, 70, svensk bokförläggare.[1]
- 17 december – Marguerite Yourcenar, 84, fransk författare.[1]

### Fotnoter
1. 1 2 3 4 5 6 7 8 9 10 11 12 13 14 15 16   Horisont 1987. Bertmarks
2. ↑  ”Nobelpriset i litteratur”. https://www.nobelprize.org/prizes/lists/all-nobel-prizes-in-literature/. Läst 20 mars 2011.
3. ↑  ”Astrid Lindgren”. http://www.astridlindgren.se/verken/bocker/bilderbocker. Läst 21 mars 2011.
4. ↑  Bert
5. 1 2 3 4  Gradvall, Nordström, Nordström, Rabe, Jan, Björn, Ulf, Anina. Tusen svenska klassiker. Norstedts Förlagsgrup. Läst 12
6. ↑  ”Alfons Åberg”. Arkiverad från originalet den 8 december 2012. https://web.archive.org/web/20121208044934/http://www.alfons.se/fakta_bok_alfons.asp. Läst 21 mars 2011.